# Aeroporto di Qamdo Bamda
L'Aeroporto di Qamdo Bamda (IATA: BPX, ICAO: ZUBD) (in cinese 昌都邦达机场 - in pinyin Chāngdū Bāngdá Jīchǎng), anche noto come Changdu Bangda Airport, è l'aeroporto che serve Bamda, nella prefettura di Qamdo, in Tibet. Si tratta dell'aeroporto con la pista più lunga del mondo (5,5 km).
La pista così lunga è resa necessaria dalla ridotta efficienza dei motori degli aerei nell'aria rarefatta a oltre 4.000 m di quota, che obbliga a prendere una rincorsa più lunga del solito.
La città di Qamdo, anch'essa nominalmente servita dall'aeroporto, è raggiungibile in 2 ore e 30 attraverso delle strette strade di montagna. La distanza così lunga deriva dal fatto che, vicino all'abitato, non c'era uno spiazzo di terreno abbastanza grande per edificare l'aviosuperficie.
Prima di scendere dall'aereo, i passeggeri vengono avvertiti di muoversi lentamente, in quanto l'aria rarefatta potrebbe stordirli.
L'aeroporto di Qamdo era quello con la maggiore altitudine al mondo (4400 m s.l.m.), ma ha perso questo titolo il 16 settembre 2013, all'apertura dell'Aeroporto di Daocheng Yading (4411 m s.l.m.), anch'esso in Tibet.